# Бендушка
Бендушка (пол. Bienduszka) — село в Польщі, у гміні Збуйна Ломжинського повіту Підляського воєводства.
Населення — 39 осіб (2011).
У 1975-1998 роках село належало до Ломжинського воєводства.

## Демографія
Демографічна структура станом на 31 березня 2011 року:
|          | Загалом | Допрацездатний вік | Працездатний вік | Постпрацездатний вік |
| -------- | ------- | ------------------ | ---------------- | -------------------- |
| Чоловіки | 21      | 2                  | 15               | 4                    |
| Жінки    | 18      | 0                  | 7                | 11                   |
| Разом    | 39      | 2                  | 22               | 15                   |